# 1973 en cyclisme
| Années du cyclisme : 1970 - 1971 - 1972 - 1973 - 1974 - 1975 - 1976    |
| Décennies du cyclisme : 1940 - 1950 - 1960 - 1970 - 1980 - 1990 - 2000 |

Les faits marquants de l'année 1973 en cyclisme.

## Par mois

### Février
- 11 février : le Français Jean Pierre Parenteau gagne la ronde de Montauroux.
- 12 février : le Français Robert Mintkiewicz gagne l'Étoile de Bessèges.
- 17 février : le Belge Georges Pintens gagne le Tour d'Andalousie .
- 18 février : le Belge Eddy Merckx gagne le Trophée Laigueglia. Le Belge Roger de Vlaeminck a initié une échappée de 4 hommes rejoints par Eddy Merckx puis le danois Leif Mortensen. Au sprint Merckx part de loin et s'impose.
- 19 février : le Français Raymond Delisle gagne le Grand Prix de Nice.
- 21 février : le Belge Roger de Vlaeminck gagne le Grand Prix de Monaco.
- 23 février : le Néerlandais Tino Tabak gagne le Grand Prix de Menton. L'épreuve disparait du calendrier international.
- 25 février : le Néerlandais Tino Tabak gagne le Grand Prix de Cannes.
- 25 février : le Belge Frans Verbeeck gagne le Grand Prix de St Tropez. L'épreuve ne sera pas disputée en 1974 et reprendra en 1975.
- 25 février : le Belge Gustaaf Van Roosbroeck gagne le Grand Prix de Valencia.
- 27 février : le Belge Eddy Merckx gagne la 1re demi-étape contre la montre en côte de la 4eme étape du Tour de Sardaigne au Campu Omu, 2eme à 1 seconde son compatriote Herman Van Springel. Merckx a été victime par deux fois de l'attache rapide de sa roue arrière qui l'a obligé de descendre de vélo, et gagne l'étape d'un cheveu. Merckx gagne le classement général final du Tour de Sardaigne pour la troisième fois.

### Mars
- 2 mars : le Belge Patrick Sercu gagne Sassari-Cagliari.
- 3 mars : Eddy Merckx gagne le grand prix Het Volk pour la deuxième fois. Une échappée de 7 hommes aborde le Volkegem dans l'ascension Merckx et le Belge Roger de Vlaeminck se détachent et creusent l'écart. Au bout d'un moment, Roger de Vlaeminck se dit épuisé et ne prend plus les relais. En vue de l'arrivée Merckx démarre de loin et s'impose. Il dira plus tard avoir démarré de loin car : " Une banderole d'arrivée suffit parfois à raviver les énergies les plus défaillantes".
- 4 mars : le Belge Walter Planckaert gagne Kuurne-Bruxelles-Kuurne.
- 4 mars : le Belge Jos Abelshausen gagne le Tour du Limbourg pour la deuxième fois d'affilée.
- 4 mars : l'Italien Marino Basso gagne Nice-Genes. L'épreuve ne sera pas disputée en 1974 et reprendra en 1975.
- 4 mars : l'Espagnol José Antonio Gonzales Linares gagne le Tour du Levant.
- 5 mars : le Néerlandais Joop Zoetemelk gagne le Tour du Haut-Var.
- 5 mars : le Français Cyrille Guimard gagne la ronde d'Aix en Provence.
- 6 mars : le Danois Leif Mortensen gagne le Grand Prix d'Aix-en-Provence.
- 7 mars : l'Italien Marcello Bergamo gagne Milan-Turin.
- 11 mars : le Belge Eddy Merckx gagne le prologue de Paris-Nice à Ponthierry.
- 11 mars : le Belge Frans Verbeeck gagne le Circuit des Ardennes Flamandes.
- 17 mars : le Belge Roger de Vlaeminck gagne Tirreno-Adriatico.
- 17 mars : le Français Raymond Poulidor gagne Paris-Nice pour la deuxième fois d'affilée.
- 18 mars : le Néerlandais Gerben Karstens gagne le Circuit de Waes.
- 19 mars : le Belge Roger de Vlaeminck remporte Milan-San Remo.
- 21 mars : Albert Van Vlierberghe gagne le Grand Prix de Wallonie.
- 22 mars le Belge Eddy Verstraeten gagne le "Trèfle à 4 Feuilles".
- 24 mars : le Belge Willy Int'sen gagne le Grand Prix E3.
- 24 mars : l'Espagnol Santiago Lazcano Labaca gagne Subida a Arrate.
- 25 mars : le Belge Eddy Verstraeten gagne Harelbeke-Poperinge-Harelbeke pour la deuxième année d'affilée.
- 25 mars : le Belge Roger Loysch gagne À travers la Belgique.
- 25 mars : le Français Jean Pierre Danguillaume gagne le Critérium national de la route.
- 25 mars : le Belge Johan de Muynck gagne la Flèche brabançonne.
- 28 mars : le Belge Patrick Sercu gagne le Circuit des 11 Villes.
- 29 mars : le Belge Ferdinand Bracke gagne le Grand Prix Pino Cerami.
- 30 mars : l'Espagnol Luis Ocana gagne la Semaine catalane.

### Avril
- 1er  avril : comme l'an dernier le Belge Eric Leman gagne le Tour des Flandres, c'est sa troisième victoire dans cette épreuve. Les monts des Flandres n'ont pas fait la différence et c'est un groupe de redoutables sprinteurs que le Belge Eddy Merckx traine derrière lui jusqu'à l'arrivée. Personne ne prend de relais. Durant le sprint final Leman s'impose face au néo professionnel Freddy Maertens.
- 3 avril : Eddy Merckx gagne Gand-Wevelgem pour la troisième fois. Il s'échappe dans le Mont Rouge en compagnie de son compatriote Frans Verbeeck, tous deux résistent au peloton dans le Mont Kemmel escaladé deux fois. Le dernier KM est accompli à 15 KM/H comme sur un vélodrome lors d'une manche de sprint, le démarrage soudain de Merckx surprend Verbeeck qui se contente d'être second.
- 7 avril : Eddy Merckx gagne l'Amstel Gold Race. C'est le néo professionnel néerlandais Hennie Kuiper champion Olympique sortant qui initie la bonne échappée dans le Cauberg, Merckx et le Néerlandais Joop Zoetemelk sautent dans sa roue. À 30 KM de l'arrivée Merckx profite d'un raidillon pour partir en solitaire. Il triomphe de 3 minutes sur le Belge Frans Verbeeck 2eme qui a repris les autres échappés.
- 8 avril : l'Italien Wladimiro Panizza gagne le Tour de la province de Reggio de Calabre.
- 8 avril : l'Espagnol Miguel Maria Lasa gagne le Grand Prix de Printemps.
- 11 avril : le Tour de L'Aude renait de ses cendres et le Français Jean Pierre Parenteau remporte le Classement général final.
- 13 avril : le Danois Leif Mortensen gagne le Tour de Belgique.
- 13 avril : l'Espagnol Luis Ocana gagne le Tour du Pays basque.
- 13 avril : l'Italien Felice Gimondi gagne le Tour des Pouilles.
- 15 avril : Eddy Merckx gagne Paris-Roubaix pour la troisième fois. C'est le Français Alain Vasseur qui sur le secteur pavé de Bouvignies provoque l'échappée qui regroupe avec lui les Belges Roger Rosiers, Roger de Vlaeminck et Eddy Merckx. À 60 KM du but seuls ces deux derniers se trouvent en tête, mais à 45 KM de l'arrivée Merckx part seul et s'impose avec 2 minutes 20 secondes sur Godefroot.
- 15 avril : l'Espagnol Domingo Perurena gagne Nuestra Señora de Oro.
- 15 avril : le Belge Gustaaf Hermans gagne le Grand Prix E5.
- 17 avril : le Belge Noël Vantyghem gagne la Nokere Koerse.
- 19 avril : le Belge André Dierickx gagne la Flèche wallonne. C'est le Belge Georges Pintens qui a animé la course d'une échappée solitaire. Le Belge Eddy Merckx y a mis fin mais il a emmené derrière lui un groupe de favoris. Après la jonction l'attentisme règne dans le groupe jusqu'à ce que Dierickx démarre pour s'imposer seul. Merckx dira "il a eu le mérite de tenter quelque chose".
- 22 avril : Eddy Merckx gagne Liège-Bastogne-Liège pour la quatrième fois dont trois d'affilée, pourtant il faut la photo-finish pour le départager avec le pugnace Frans Verbeeck. Le tracé de l'édition 1973 met le sommet de la dernière côte à 92 KM de Liège. C'est pourquoi un groupe de 13 coureurs se présente pour le sprint final. Se rappelant l'arrivée de Gand-Wevelgem, Merckx part de loin, Verbeeck réagit mais échoue pour l'épaisseur d'un boyau.
- 22 avril : l'Espagnol Jesus Esperanza Salcedo gagne le Grand Prix de Pâques.
- 23 avril : l'Espagnol Domingo Perurena gagne le Grand Prix de Navarre.
- 24 avril : le Français Régis Delépine gagne Paris-Camembert.
- 24 avril : le Belge Marc Demeyer gagne le Grand Prix de Denain.
- 24 avril : le Néerlandais Joop Zoetemelk gagne le Trophée des Grimpeurs.
- 25 avril : l'Italien Marino Basso gagne Milan-Vignola pour la troisième fois.
- 26 avril : départ du Tour d'Espagne, le barème des bonifications aux arrivées d'étapes est de 20 secondes au vainqueur, 10 secondes pour le second et de 5 secondes pour le troisième. Aux sommets des cols de 1re catégorie le premier récolte 8 secondes de bonification, aux sommets des cols de 2eme catégorie le premier récolte 5 secondes de bonification, aux sommets des cols de 3eme catégorie le premier récolte 3 secondes de bonification. De nombreux sprints volants sont disséminés tout le long du parcours, ils procurent 5 secondes de bonification. Le prologue disputé à Calpe est remporté par le Belge Eddy Merckx. Dès sa première apparition sur la Vuelta Merckx endosse le maillot Amarillo de leader.
- 27 avril : le Belge Pierre Nassen gagne la 1re étape du Tour d'Espagne Calpe-Murcia.
- 28 avril : le Néerlandais Gerben Karstens gagne la 2eme étape du Tour d'Espagne Murcia-Albacete. Karstens part le jeu des bonifications prend le maillot Amarillo de leader.
- 28 avril : le Belge Freddy Maertens gagne le Grand Prix de la Banque.
- 29 avril : le Belge Pierre Nassen gagne la 3eme étape du Tour d'Espagne Albacete-Alcazar.
- 29 avril : le Français Yves Hezard gagne le Tour d'Indre et Loire.
- 29 avril : l'Italien Sigfrido Fontanelli gagne le Tour des Marches.
- 30 avril : le Belge Joseph Deschoenmaecker gagne la 4eme étape du Tour d'Espagne Alcazar-Cuenca devant son compagnon d'échappée l'Espagnol José Pesarrodona, le peloton pointe à 2 minutes 16 secondes. Au classement général, Pesarrodona prend le Maillot Amarillo, Merckx est à 1 minute 15 secondes.

### Mai
- 1er mai : le Néerlandais Gerben Karstens gagne la 5eme étape du Tour d'Espagne Cuenca-Teruel au sprint devant le Belge Eddy Merckx. Merckx grignote son retard au classement général en engrangeant les bonifications.
- 1er mai : le Belge Georges Pintens gagne le Grand Prix de Francfort pour la deuxième fois.
- 1er mai : l'Italien Wladimiro Panizza gagne le Tour de Romagne .
- 1er mai : le Belge Bernard Bourguignon gagne Seraing-Aix-Seraing.
- 1er mai : le Belge Jos Adelshausen gagne le Grand Prix Hoboken.
- 2 mai : la 1re demi-étape de la 6eme étape du Tour d'Espagne Teruel-Puebla de Farnals est remportée par le Belge Roger Swerts.
- le contre la montre par équipe de la 2eme demi-étape de la 6eme étape du Tour d'Espagne est remporté par l'équipe Molteni.
- 3 mai : le Néerlandais Gerben Karstens gagne la 7eme étape du Tour d'Espagne Playa de Farnals-Castellon.
- 4 mai : la 8eme étape du Tour d'Espagne Castellon-Calafeu est remportée par le Belge Eddy Merckx après le déclassement pour sprint irrégulier du Belge Eddy Peelman.
- 5 mai : la 1re demi-étape de la 9eme étape du Tour d'Espagne est remportée par l'Espagnol Juan Manuel Santisteban.
- la 2eme demi-étape disputée sur un circuit autour de Montjuich, sans emprunter la côte du Castillo est remportée au sprint par le Français Jacques Esclassan.
- 5 mai : le Belge Roger de Vlaeminck gagne le Tour de Toscane.
- 5 mai : le Belge Noël Vantyghem gagne la Flèche Côtière.
- 6 mai : la 1re demi-étape de la 10eme étape du Tour d'Espagne Barcelone-Ampuriabrava est remportée au sprint par le Belge Eddy Merckx.
- 6 mai : le Belge André Dierickx gagne le championnat de Zurich.
- 6 mai : le Belge Freddy Maertens gagne Bruxelles-Meulebeke.
- 6 mai : le Belge Willy Abbeloos gagne le Circuit Mandel-Lys-Escaut.
- 7 mai : le Français Bernard Thevenet gagne la 11eme étape du Tour d'Espagne Ampuriabrava-Manresa qui emprunte le col de Formic. Ce col est le point culminant de la Vuelta avec seulement 1 145 mètres d'altitude. C'est dire si cette Vuelta n'est pas très montagneuse. Pourtant Thevenet passe au sommet avec 45 secondes d'avance sur le groupe des favoris emmenés par le Belge Eddy Merckx. À l'approche de l'arrivée Merckx au prix d'un gros effort revient sur Thevenet. Au sprint le mano à mano entre les deux hommes tourne à l'avantage du Français, à la surprise générale. Merckx cependant reprend le maillot Amarillo grâce aux bonifications.
- 8 mai : le Néerlandais Gerben Karstens gagne la 12eme étape du Tour d'Espagne Manresa-Saragosse.
- 9 mai : l'Espagnol Domingo Perurena gagne la 13eme étape du Tour d'Espagne Mallen-Irache.
- 10  mai : l'Espagnol Juan Zurano gagne la 14eme étape du Tour d'Espagne Irache-Bilbao.
- 11 mai : la 1re demi-étape de la 15eme étape du Tour d'Espagne est remportée par le Belge Eddy Peelman.
- le contre la montre de la 2eme demi-étape de la 15eme étape du Tour d'Espagne est remporté par le Belge Eddy Merckx, 2eme le Belge Roger Swerts à 33 secondes, 3eme l'Espagnol Luis Ocana à 37 secondes, 4eme le Français Bernard Thevenet à 39 secondes.
- 11 mai : le Belge Freddy Maertens gagne son premier 4 jours de Dunkerque. Il en gagnera quatre.
- 12 mai : la 16eme étape du Tour d'Espagne Torrelavega-Miranda de Ebro est remportée par le Belge Eddy Merckx. Cette étape emprunte le col d'Orduna, l'Espagnol Luis Ocana s'y échappe et franchit son sommet avec 50 secondes d'avance, il lui reste 37 KM à parcourir en solitaire. Mais le groupe des favoris emmené par Merckx le reprend à 7 KM de l'arrivée où Merckx fait valoir sa pointe de vitesse.
- 13 mai : la 1re demi-étape de la 17eme étape du Tour d'Espagne est remporté par le Belge Eddy Peelman.
- la 2eme demi-étape de la 17eme étape du Tour d'Espagne est remportée au sprint par le Belge Eddy Merckx
- 13 mai : le Belge Eddy Merckx gagne le Tour d'Espagne après avoir remporté le Prologue, l'étape contre la montre par équipe, 5 étapes, ainsi que le classement par points symbolisé par le maillot bleu azur, 2eme l'Espagnol Luis Ocana à 3 minutes 46 secondes, 3eme le Français Bernard Thevenet à 4 minutes 16 secondes. L'Espagnol José Luis Abillera remporte le Grand Prix de la montagne symbolisé par le maillot vert.
- 13 mai : le Belge Wilfried David gagne le Tour de Romandie.
- 13 mai : le Belge Freddy Maertens gagne les Quatre Jours de Dunkerque.
- 13 mai : l'Italien Italo Zilioli gagne la Coupe Placci.
- 13 mai : le Belge Walter Godefroot gagne le Tour du Brabant Central.
- 18 mai : départ du Tour d'Italie à Verviers en Belgique ; c'est un tour européen qui part de Belgique et passe par l'Allemagne de l'Ouest, le Luxembourg, la France et la Suisse avant de rejoindre l'Italie en passant par le tunnel du Mont-Blanc. Des petits drapeaux de tous ces pays figurent sur le maillot rose. il n'y a pas de bonifications accordées sur cette épreuve. Le prologue se dispute par équipe de deux comme pour le Trophée Baracchi. Les Belges Eddy Merckx et Roger Swerts le remportent. Merckx prend le maillot Rose de Leader et Swerts endosse le maillot Fuschia du classement par points. Ce prologue n'a pour but que qu' attribuer ces deux maillots, les temps ne sont pas pris en compte. Tous les coureurs repartiront sans écarts de temps au classement général.
- 19 mai : le Belge Eddy Merckx gagne au sprint la 1re étape du Tour d'Italie Verviers-Cologne (en R F A) devant le Néerlandais Gerben Karstens et son compatriote Rik Van Linden.
- 20 mai : le Belge Roger de Vlaeminck gagne au sprint la 2eme étape du Tour d'Italie Cologne-Luxembourg devant un groupe d'échappés où figurent, l'Italien Franco Bitossi 2eme le Belge Eddy Merckx 3eme et l' Italien Wladimiro Panizza 3eme, l'Italien Italo Zilioli 4eme à 42 secondes remporte le sprint du peloton.
- 20 mai : le Français Alain Santy gagne le Tour de l'Oise.
- 20 mai : l'Espagnol Jésus Manzaneque gagne le Tour d'Aragon pour la deuxième fois.
- 20 mai : le Belge Adolf Huysmans gagne le Circuit Hageland-Campine Sud.
- 21 mai : le Belge Gustaaf Van Roosbroeck gagne la 3eme étape du Tour d'Italie Luxembourg-Strasbourg, après le déclassement du Néerlandais Gerben Karstens pour sprint irrégulier.
- 22 mai le Belge Eddy Merckx gagne au sprint devant ses trois compagnons d'échappée la 4eme étape du Tour d'Italie Genève-Aoste qui emprunte le col de San Carlo, 2eme l'Espagnol José Manuel Fuente, 3eme l'Italien Giovanni Battaglin, 4eme Gonzalo Aja, le sprint du peloton est remporté par le Belge Roger de Vlaeminck 5eme à 24 secondes . il y a repos le 23 mai.
- 22 mai : le Belge Georges Van Coningsloo gagne le Circuit du Tournaisis.
- 24 mai : le Néerlandais Gerben Karstens gagne au sprint la 5eme étape du Tour d'Italie Aoste-Milan. Il a fallu la photo finish pour départager Karstens et l'Italien Marino Basso, 3eme le Belge Patrick Sercu.
- 25 mai : l'Italien Gianni Motta gagne au sprint,ses 6 compagnons d'échappée la 6eme étape du Tour d'Italie Milan-Iseo del Lago qui emprunte les cols du Gallo et de San Fermo, 2eme son compatriote Felice Gimondi, 3eme le Danois Ole Ritter, 3eme l'Italien Franco Bitossi, 4eme l'Italien Wladimiro Panizza, 5eme le Belge Eddy Merckx, 6eme l'Italien Giovanni Battaglin, le sprint du peloton est remporté par le Belge Roger de Vlaeminck 7eme à 1 minute 23 secondes . Victime de crampes l'Espagnol José Manuel Fuente est contraint de s'arréter sur le bord de la route, il perd 12 minutes sur Eddy Merckx et de la sorte le Tour d'Italie.
- 26 mai : le Belge Rik Van Linden gagne au sprint la 7eme étape du Tour d'Italie Iseo-Lido delle Nazioni, devant ses compatriotes Patrick Sercu 2eme et Roger de Vlaeminck.
- 26 mai : le Français Roland Berland gagne Paris-Bourges.
- 27 mai : le Belge Eddy Merckx gagne la 8eme étape du Tour d'Italie Lido delle Nazioni-Monte Carpagna qui emprunte le col de Valico del Barbotto et par deux fois le Monte Carpegna, 2eme à 45 secondes l'Italien Giovanni Battaglin, le peloton emmené par l'Italien Italo Zilioli pointe à 4 minutes 16 secondes. L'ascension du Monte Carpegna d'abord s'effectue jusqu'à la maison cantonnière redescend dans la vallée à ce carrefour puis reprend l'ascension du Monte Carpagna jusqu'à son sommet.  Comme si pour le mont Ventoux, les coureurs auraient grimpé jusqu'au Chalet Reynard, puis auraient descendu sur Sault pour revenir grimper le Mont Ventoux par Bédouin jusqu'à son sommet. Merckx solide leader n'a plus que l'Italien Giovanni Battaglin second à 1 minute 36 secondes au classement général comme rival pour la victoire finale, car le troisième, le vétéran Italien Franco Bitossi à 4 minutes 48 secondes, n'est pas un spécialiste de la haute montagne. Les Italiens Wladimiro Panizza et Felice Gimondi sont encore plus loin.
- 27 mai : le Français Enzo Mattioda gagne Bordeaux-Paris.
- 28 mai : le Belge Patrick Sercu gagne au sprint la 9eme étape du Tour d'Italie Carpegna-Alba-Adriatica, 2eme le Belge Rik Van Linden, 3eme le Néerlandais Gerben Karstens.
- 29 mai : le Belge Eddy Merckx gagne la 10eme étape du Tour d'Italie Alba Adriatica-Lanciano qui emprunte le col de la Majeletta au sprint devant l'Espagnol José Manuel Fuente 2eme et l'Italien Wladimiro Panizza 3eme, ses deux compagnons d'échappée, le sprint du peloton est remporté par le Belge Roger de Vlaeminck 4eme à 1 minute 54 secondes. Au classement général Merckx possède à présent 3 minutes 33 secondes d'avance sur l'Italien Giovanni Battaglin second et 5 minutes 17 secondes sur Panizza 3eme.
- 30 mai : le Belge Roger de Vlaeminck gagne au sprint la 11eme étape du Tour d'Italie Lanciano-Benevento, 2eme l'Italien Felice Gimondi, 3eme le Belge Eddy Merckx . L'espagnol Domingo Perurena aidé par 4 équipiers provoque une cassure et entraine dans son sillage les Belges Merckx et de Vlaeminck, les Italiens Gimondi, Gianni Motta, Valerio Lualdi, et le Suédois Gösta Pettersson. La cassure rejette l'Italien Giovanni Battaglin dans un groupe d'attardés. Battaglin est toujours second au classement général, son retard est à présent de 6 minutes 33 secondes sur le Belge Eddy Merckx. Gimondi devient 3eme à 7 minutes 27 secondes du Belge.
- 31 mai : l'Italien Tullio Rossi gagne la 12eme étape du Tour d'Italie Benevento-Fluggi, en réglant au sprint ses 7 compagnons d'échappée, 2eme l'Italien Mario Anni 3eme le Néerlandais Roger Gilson. Le Belge Roger de Vlaeminck 9eme à 10 minutes 15 secondes remporte le sprint du peloton
- 31 mai : le Belge Freddy Maertens gagne le Tour de Condroz.
- 31 mai : le Belge Walter Godefroot gagne le Circuit des 3 Provinces Belge.

### Juin
- 1er Juin : le Belge Roger de Vlaeminck gagne au sprint la 13eme étape du Tour d'Italie Fluggi-Bolsena qui emprunte le Poggio Nibbio, 2eme le Danois Ole Ritter, 3eme l'Italien Felice Gimondi. À l'issue de l'étape le Belge Eddy Merckx reçoit le 61eme maillot rose de sa carrière et bat ainsi le record détenu précédemment par l'Italien Alfredo Binda.
- 2 juin : l'Italien Francesco Moser gagne, au sprint devant ses 5 compagnons d'échappée, la 14eme étape du Tour d'Italie Bolsena-Florence, 2eme l'Italien Roberto Poggioli, 3eme l'Espagnol José Manuel Fuente, le Belge Roger de Vlaeminck 7eme à 1 minute 15 secondes remporte le sprint du peloton.
- 3 juin : le Colombien Martin Emilio Rodriguez gagne détaché la 15eme étape du Tour d'Italie Florence-Forte del Marmi, 2eme à 3 secondes l'Italien Marino Basso 2eme, le Belge Roger de Vlaeminck 3eme puis tout le peloton. Il y a repos le 4 juin.
- 3 juin : le Belge Dirk Baert gagne la Flèche Halloise.
- 3 juin : le Belge Willy Planckaert gagne le Circuit de Belgique Centrale.
- 4 juin : l'Espagnol Luis Ocana gagne le Critérium du Dauphiné libéré pour la troisième fois.
- 5 juin : le contre la montre de la 16eme étape du Tour d'Italie autour de Forte del Marmi est remporté par l'Italien Felice Gimondi qui devance de  23 secondes le Danois Ole Ritter 2eme et de 31 secondes le Belge Eddy Merckx 3eme. Au classement général Merckx a un nouveau second en la personne de Gimondi qui accuse cependant près de 7 minutes de retard.
- 6 juin : le Belge Rik Van Linden gagne au sprint la 17eme étape du Tour d'Italie Forte del Marmi-Verone, 2eme l'Italien Marino Basso, 3eme le Belge Roger de Vlaeminck..
- 6 juin : le Belge Jos Van Olmen gagne la Flèche des Polders. Ensuite l'épreuve disparait du calendrier international.
- 7 juin : le Belge Eddy Merckx gagne en solitaire la 18eme étape du Tour d'Italie Verone-Andalo qui emprunte les cols de Bondone et de Paganella, 2eme à 46 secondes l'Italien Felice Gimondi, 3eme l'Italien Giovanni Battaglin même temps. Les autres coureurs éparpillés en route sont à plus de 2 minutes, plus pour d'autres.
- 8 juin : l'Espagnol José Manuel Fuente gagne en solitaire la 19eme étape du Tour d'Italie Andalo-Auronzo qui emprunte les cols de Di valles, de Santa Lucia, de Giau et des tre Croci (trois croix en français), 2eme l'Italien Francesco Moser à 1 minute 6 secondes, 3eme le Danois Ole Ritter à 1 minute 7 secondes, le Belge Eddy Merckx 4eme à 2 minutes 38 secondes remporte le sprint où se trouvent tous les autres favoris.
- 9 juin : l'Italien Marino Basso gagne au sprint la 20eme étape du Tour d'Italie Auronzo-Trieste, 2eme le Belge Patrick Sercu, 3eme le Belge Rik Van Linden. Le Belge Eddy Merckx gagne le Tour d'Italie pour la quatrième fois après avoir remporté le prologue puis 5 étapes ainsi que le classement par points symbolisé par le maillot fuschia. Merckx a porté le maillot Rose de bout en bout , 2eme l'Italien Felice Gimondi à 7 minutes 42 secondes, 3eme l'Italien Giovanni Battaglin à 10 minutes 20 secondes. L'Espagnol José Manuel Fuente gagne le Grand Prix de la montagne symbolisé par le maillot vert.
- 9 juin : le Belge Willy Teirlinck gagne la Flèche de Liedekerke.
- 10 juin : l'Espagnol Luis Ocana gagne la Polymultipliée. L'épreuve ne sera pas disputée en 1974 et reprendra en 1975.
- 10 juin : l'Espagnol Vicente Lopez Carril gagne le Tour des vallées minières.
- 10 juin : le Belge Georges Pintens gagne le Tour du Brabant Ouest.
- 10 juin : le Portugais Fernando Ros Deis Mendes réalise le triplé sur Porto-Lisbonne.
- 11 juin : le Belge Walter Godefroot gagne le Circuit de Flandre Orientale.
- 13 juin : le Belge Wilfried David gagne Bruxelles-Ingooigem.
- 15 juin : le Suisse Ernst Nyfferer gagne le Manx Trophy.
- 16 juin : le Belge Julien Van Lint gagne la Flèche Hesbignonne.
- 17 juin : le Français Raymond Poulidor gagne le Grand Prix du Midi libre.
- 17 juin : l'Italien Felice Gimondi gagne le Grand Prix de Forli pour la cinquième fois.
- 17 juin : le Belge Eddy Merckx gagne le Tour de Flandre Orientale, ensuite l'épreuve disparait du calendrier international.
- 18 juin : le Français Sylvain Vasseur gagne le Tour de Luxembourg.
- 19 juin : l'Espagnol Jesus Manzaneque gagne le Tour des Asturies pour la deuxième fois.
- 20 juin : le Colombien Martin Emilio Rodriguez Guttierrez gagne le Grand Prix de Camaiore.
- 21 juin : le Belge Frans Verbeeck gagne Rebecq-Rognon.
- 23 juin : l'Espagnol José Manuel Fuente gagne le Tour de Suisse.
- 24 juin : l'Italien Enrico Paolini gagne les Trois vallées varésines. Comme cette année-là la course a été désignée Championnat d'Italie Sur Route, Enrico Paolini devient champion d'Italie.
- 24 juin : le Néerlandais Joop Zoetemelk devient champion des Pays-Bas sur route pour la deuxième fois.
- 24 juin : l'Espagnol Domingo Perurena devient champion d'Espagne sur route.
- 24 juin : le Luxembourgeois Johnny  Schleck devient champion du Luxembourg sur route pour la deuxième fois.
- 24 juin : le Suisse Joseph Fuchs devient champion de Suisse pour la Deuxième fois d'affilée
- 24 juin : le Britannique Brian Kelly devient champion de Grande-Bretagne sur route.
- 24 juin : le Belge Frans Verbeeck devient champion de Belgique sur route. À 4 KM de l'arrivée le Belge Eddy Merckx attaque dans la côte de Bois-l'Evêque seul Verbeeck prend sa roue, mais ne relaie pas. Au sprint il contre le démarrage de Merckx et s'impose. Merckx n'en voudra pas a Verbeeck, il dira : qu'un autre aurait fait pareil et qu'a tout prendre il n'est pas plus mal que Verbeeck porte le maillot national en raison des efforts qu'il produit tout au long de la saison.
- 24 juin : le Français Bernard Thevenet devient champion de France sur route. Pour l'occasion il a entrepris la plus longue échappée solitaire de l'histoire du Championnat de France.
- 30 juin : départ du Tour de France qui débute par un prologue à Sheveningen. Le Français Raymond Poulidor 2eme, pour 79/100 de seconde derrière le Néerlandais Joop Zoetemelk, ne peut pas revêtir le maillot jaune qu'il n'aura jamais porté dans sa carrière. Sont aussi départagés par les centièmes de secondes l'Espagnol Jésus Manzaneque 3eme et le Belge Herman Van Springel 4eme dans la même seconde. L'espagnol Luis Ocana est 5eme à 2 secondes.
- 30 juin : le Belge José Vanackere gagne le Circuit des Monts du Sud-Ouest.

### Juillet
- 1er : la 1re demi-étape de la 1re étape du Tour de France Sheveningen-Rotterdam est remportée au sprint par le Belge Willy Teirlinck, 2eme le Belge  Willy de Geest, 3eme le français Robert Mintkiewickz. au classement général par le jeu des bonifications, Teirlinck prend le maillot jaune avec 6 secondes d'avances sur le Néerlandais Gérard Vianen, 3eme Willy de Geest à 6 secondes également mais départagé par les points.
- La 2eme demi étape Rotterdam-Saint Nicolas est remportée par le Français José Catieau qui s'impose au terme d'une échappée à laquelle a participé le Belge Herman Van Springel 2eme, l'Espagnol Gonzalo Aja est 3eme à 2 minutes 12 secondes, le suivent deux coureurs intercalés et c'est le Belge Gustave Van Roosbroeck 6eme à 2 minutes 24 secondes qui gagne le sprint du peloton. Le Belge Herman Van Springel prend le maillot jaune, 2eme le Français José Catieau à 30 secondes, 3eme le Belge Willy Teirlinck à 1 minute 48 secondes. .
- 1er juillet : le Belge Louis Verreydt gagne le Grand Prix José Samyn.
- 2 juillet : la 1re demi-étape contre la montre par équipe autour de Saint Nicolas est remportée par l'équipe Watney-Maes, 2eme l'équipe Peugeot a 44 secondes, 3eme l'équipe Kas à 52 secondes. Le seul intérêt de cette demi-étape sont les bonifications de 10, 6 et 4 secondes données aux trois premières équipes. Cela n'influe pas sur la tête du classement général.
- La 2eme demi-étape Saint Nicolas-Roubaix qui emprunte le mur de Grammont est remportée par le Belge Eddy Verstraeten détaché devant le Néerlandais Gérard Vianen 2eme et le Portugais Fernando Mendes 3eme à 7 secondes, puis d'autres coureurs intercalés. Le sprint du peloton est remporté par le Belge Walter Godefroot 7eme à 24 secondes. Au classement général : 1er le Belge Herman Van Springel, 2eme le Français José Catieau à 30 secondes, 3eme  Vianen à 1 minute 27 secondes.
- 3 juillet : le Français Cyrille Guimard gagne la 3eme étape du Tour de France Roubaix-Reims devant ses compagnons d'échappée, 2eme le Belge Gustave Van Roosbroeck, 3eme le Français Jacques Mourioux, le sprint du peloton est remporté par le Belge Frans Verbeeck 10eme à 2 minutes 34 secondes. C'est l'Espagnol Luis Ocana qui a initié l'échappée du jour en attaquant sur le secteur pavé de Querenaing, un groupe de 9 coureurs se détache avec lui. Tous les favoris sont distancés à 2 minutes 34 secondes . L'espagnol José Manuel Fuente est le grand perdant du jour en terminant 47eme à 5 minutes 17 secondes. Au classement général Le Français José Catieau récupère le maillot jaune, 2eme le Belge Willy de Geest à 1 minute 16 secondes, 3eme le Danois Leif Mortensen à 1 minute 34 secondes.
- 4 juillet : le Néerlandais Joop Zoetemelk gagne la 4eme étape du Tour de France Reims-Nancy, 2eme et 3eme les Belges Frans Verbeeck et Herman Van Springel à 1 seconde suivis par le Belge Lucien Van Impe et le Français Raymond Poulidor même temps puis d'autres coureurs intercalés. Le sprint du peloton est remporté par le Français Charly Rouxel 8eme à 12 secondes. Pas de changement au classement général.
- 5 juillet : le Belge Walter Godefroot gagne au sprint la 5eme étape du Tour de France Nancy-Mulhouse qui traverse les Vosges par le col de la Schlucht, puis par la route des crêtes le Grand Ballon qui est alors qu'une difficulté de troisième catégorie et le col du Silberloch. C'est un peloton groupé qui se présente à l'arrivée, 2eme le Français Cyrille Guimard, 3eme le Néerlandais Jan Krekels .
- 6 juillet : le Français Jean Pierre Danguillaume gagne détaché la 6eme étape du Tour de France Belfort-Divonne les Bains qui emprunte le col des Rousses, 2eme le Belge Walter Godefoot 2eme à 6 secondes, 3eme le Britannique Barry Hoban puis tout le peloton. Il y a repos le 7 juillet. pas de changement en tête du classement général.
- 8 juillet : l'Espagnol Luis Ocana gagne en solitaire la 1re demi-étape de la 7eme étape du Tour de France Divonne les Bains-Aspro Gaillard qui emprunte le Mont Salève. Arrivent 53 secondes derrière lui, le Français Mariano Martinez 2eme, le Belge Lucien Van Impe 3eme, le Français Bernard Thévenet 4eme, l'Espagnol Pedro Torres 5eme, le Néerlandais Joop Zoetemelk 6eme, l'Espagnol José Manuel Fuente 7eme , l'Espagnol Francisco Galdós 8eme, le Français Raymond Delisle 9eme. Suivent les Français Régis Ovion 10eme et Raymond Poulidor 11eme à 1 minute 12 secondes. Le Français José Catieau est 30eme à 2 minutes 43 secondes, le Danois Leif Mortensen termine 34eme à 3 minutes 11 secondes et le Belge Willy de Geest finit 52eme à 4 minutes 58 secondes. Ocana endosse le maillot jaune qu'il n'a plus porté depuis sa chute dans le col de mente en 1971, 2eme Catieau à 44 secondes, 3eme le Belge Herman Van Springel à 2 minutes 20 secondes, 4eme Mortensen à 2 minutes 46 secondes, 5eme Zoetemelk à 2 minutes 46 secondes, 6eme le Belge Lucien Van Impe à 3 minutes 22 secondes, 7eme Thévenet à 3 minutes 32 secondes. Poulidor est 11eme à 4 minutes 45 secondes.
- La 2eme demi-étape Aspro Gaillard-Méribel les Allues qui emprunte le col du Tamié et l'ascension finale de Méribel est remportée par le Français Bernard Thévenet, 2eme le Néerlandais Joop Zoetemelk à 8 secondes, 3eme l'Espagnol José Manuel Fuente à 10 secondes, 4eme le Belge Lucien Van Impe à 12 secondes, 5eme l'Espagnol Luis Ocana à 15 secondes, 6eme le Belge Herman Van Springel à 50 secondes. Le Français Raymond Poulidor est 12eme à 1 minute 54 secondes, le Danois Leif Mortensen termine 27eme à 3 minute 43 secondes et quitte le podium, le Français José Catieau finit 57eme à 6 minutes 35 secondes et quitte aussi le podium. Au classement général 1er Ocana , 2eme Zoetemelk à 2 minutes 51 secondes, 3eme Van Springel à 2 minutes 55 secondes, 4eme Thévenet à 3 minutes 37 secondes, 5eme Van Impe à 3 minutes 19 secondes, 6eme Mortensen à 6 minutes 14 secondes, 7eme Poulidor à 6 minutes 24 secondes. Quant à Fuente, il est 12eme à 8 minutes 10 secondes.
- 9 juillet : l'Espagnol Luis Ocana gagne la 8eme étape du Tour de France Meribel les Allues-Les Orres qui emprunte les cols de la Madeleine, du télégraphe, du Galibier, de l'Izoard avec arrivée au sommet des Orres (en fait le départ a été donné à Moutier). L'Espagnol José Manuel Fuente provoque la sélection dans le col du Télégraphe, il est suivi de son compatriote Luis Ocana et du Français Bernard Thévenet. Le Néerlandais Joop Zoetemelk parvient à les rejoindre. Dans le Galibier Ocana et Fuente partent seuls. Dans le col de l'Izoard Fuente ne prend aucun relais. Dans la vallée à Guillestre Fuente crève son directeur sportif passe devant lui pour le dépanner. Félix Lévitan co-directeur du Tour de France fait appliqué le règlement qui veut qu' un coureur soit dépanné par un suiveur uniquement par l'arrière et fait reculer la voiture la voiture du directeur sportif. De fait Ocana est échappé solitaire et se présente au pied de l'ascension des Orres avec 2 minutes d'avance. À l'arrivée Fuente 2eme n'est plus qu'à 58 secondes. Sa crevaison à Guillestre lui a fait perdre le gain de l'étape car il a terminé plus frais (Il est vrai aussi qu'il s'est économisé dans la roue d'Ocana dans l'Izoard) qu'Ocana épuisé qui rentre immédiatement à l'hôtel et s'endort habillé. Les Français Mariano Martinez 3eme à 6 minutes 57 secondes et Bernard Thévenet 4eme à  6 minutes 59 secondes limitent les dégâts. Ensuite après la valeureuse 5eme place du Français Michel Périn à 12 minutes 33 secondes, arrivent à 20 minutes 24 secondes un groupe où figurent  Zoetemelk 6eme le Français Raymond Delisle 7eme, le Belge Herman Van Springel 8eme, le Belge Lucien Van Impe 12eme et le Danois Leif Mortensen 13eme. Le Français Raymond Poulidor a également perdu le Tour en terminant 15eme à 20 minutes 31 secondes. À noter l'abandon du Français Cyrille Guimard. Au classement général Ocana a recréé sa situation d'Orcières-Merlette 1971 en étant maillot jaune avec 9 minutes 8 secondes d'avance sur Fuente 2eme, 3eme Thévenet à 10 minutes 16 secondes. Ensuite il y a un gouffre puisque les autres poursuivants sont à 20 minutes. seul un accident peut encore priver Ocana de la victoire finale.
- 10 juillet : l'Espagnol Vicente Lopez-Carril gagne la 9eme étape du Tour de France Embrun-Nice qui emprunte les cols de la Cayolle, de Valberg, de la Couillole, de Saint Martin et du Turini. Les favoris se neutralisent après la dure étape de la veille. Dans le Turini Lopez-Carril passe en tête avec 30 secondes d'avance, personne ne lui donne la chasse. À l'arrivée l'espagnol possède 8 minutes 50 secondes d'avance sur le Belge Frans Verbeeck 2eme vainqueur du sprint du peloton devant le Français Jean Pierre Danguillaume 3eme puis tout le peloton. De fait pas de changement en tête du classement général.
- 11 juillet : le Britannique Michael Wright gagne la 10eme étape du Tour de France Nice-Aubagne qui emprunte le cols de  l'Espigoulier, 2eme l'Espagnol José Antonio Gonzales-Linares, 3eme le Français Charly Rouxel tous même temps. Suivent d'autres coureurs intercalés et c'est le Belge Herman Van Springel 14eme à 2 minutes 36 secondes qui gagne le sprint du peloton.
- 12 juillet : le Britannique Barry Hoban gagne au sprint la 11eme étape du Tour de France Montpellier-Argeles sur Mer, 2eme le Français Jacques Esclassan, 3eme le Belge Gustave Van Roosbroeck.
- 13 juillet : la 1re demi-étape de la 12eme étape du Tour de France Perpignan-Thuir contre la montre  est remportée par l'Espagnol Luis Ocana, 2eme le Français Raymond Poulidor à 30 secondes, 3eme le Portugais Joaquim Agostinho à 33 secondes. Le Français Bernard Thévenet est 8eme à 10 minute 29 secondes et l'Espagnol José Antonio Fuente est 11eme à 1 minute 39 secondes. Au classement général Ocana 1er creuse l'écart avec 10 minutes 47 secondes d'avance sur Fuente 2eme, 3eme Thévenet à 11 minutes 45 secondes.
- La 2eme demi étape Thuir-Pyrénées 2000 avec arrivée au sommet de Pyrénées 2000 est remportée par le Belge Lucien Van Impe qui attaque à 6 KM du but, 2eme le Néerlandais Joop Zoetemelk à 20 secondes, 3eme l'Espagnol Luis Ocana à 21 secondes, 4eme l'Espagnol José Manuel Fuente à 23 secondes. Le Français Bernard Thévenet termine 11eme à 34 secondes. Au classement général 1er Ocana, 2eme Fuente à 10 minutes 49 secondes, 3eme Thévenet à 11 minutes 58 secondes. Il y a repos le 14 juillet.
- 15 juillet : l'Espagnol Luis Ocana gagne la 13eme étape du Tour de France Bourg Madame-Luchon qui emprunte les cols de Puymorens, de Port, du Portet d'Aspet, de Mente et du Portillon. Le Français Raymond Poulidor dans la descente du Portet d'Aspet rate un virage et part dans le décor. Il remontera, avec l'aide de Jacques Goddet directeur du Tour, en sang au niveau de la route, son directeur sportif le Français Louis Caput l'abjure d'abandonner, la mort dans l'âme Poulidor ne repartira pas. La course continue l'Espagnol José Manuel Fuente attaque dans le col de Mente mais Ocana veille au grain. Puis c'est au tour d' Ocana d' attaquer, seul le Néerlandais Joop Zoetemelk réussit à prendre sa roue. Ocana  frappe un grand coup sur les routes qui l'ont vu perdre le Tour en 1971. Il réalise dans le Portillon l'échappée qu'il avait prévue d'accomplir avant de chuter en 1971. À l'arrivée Zoetemelk est le seul à limiter les dégâts 2eme à 15 secondes, 3eme le Belge Michel Pollentier à 3 minute 34 secondes, 4eme le Belge Lucien Van Impe, 5eme le Français Bernard Thévenet tous même temps. Fuente termine 17eme à 4 minutes 7 secondes. Au classement général, il y a près d'un quart d'heure (14 minute 56 secondes) entre Ocana 1er et Fuente 2eme, 3eme Thévenet à 15 minutes 32 secondes.
- 16 juillet : l'Espagnol Pedro Torres gagne la 14eme étape du Tour de France qui emprunte les cols d'Aspin, du Tourmalet et du Soulor. Torres attaque dans l'Aubisque et résiste au retour des Français Régis Ovion 2eme à 1 minute 9 secondes et Michel Perin 3eme à 1 minute 11 secondes puis quatre coureurs intercalés. C'est le Belge Herman Van Springel 8eme à 3 minutes 7 secondes qui gagne le sprint du peloton. Pas de changement en tête du classement général.
- 17 juillet : le Belge Wilfried David gagne détaché la 15eme étape du Tour de France Pau-Fleurance, 2eme le Belge Marc Demeyer à 18 secondes, 3eme le Néerlandais Gérard Vianen puis tout le peloton..
- 18 juillet : la 1re demi-étape de la 16eme étape du Tour de France Fleurance-Bordeaux est remportée par le Belge Walter Godefroot au sprint devant le Français Jacques Esclassan 2eme et le Français Daniel Ducreux puis tout le peloton. La 2eme demi-étape contre la montre autour de Bordeaux le Lac est remportée par le Portugais Joaquim Agostinho, 2eme le Français Bernard Thévenet à 1 seconde, 3eme le Néerlandais Joop Zoetemelk à 3 secondes, 4eme l'Espagnol Luis Ocana à 12 secondes. L'Espagnol José Manuel Fuente termine 15eme à 38 secondes. Au classement général Ocana maillot jaune a un nouveau dauphin en la personne de Thévenet 2eme à 15 minutes 21 secondes, 3eme Fuente à 15 minutes 22 secondes.
- 19 juillet : le Français Claude Tollet gagne la 17eme étape du Tour de France Sainte Foix la Grande-Brive en devançant ses compagnons d' échappée, le Français Roland Berland 2eme et le Portugais Fernando Mendes 3eme. C'est le Britannique Barry Hoban 4eme à 4 minutes 27 secondes qui gagne le sprint du peloton. Pas de changement en tête du classement général.
- 20 juillet : l'Espagnol Luis Ocana gagne la 18eme étape du Tour de France Brive-Puy de Dôme avec arrivée au sommet. Ocana voulait cette étape de prestige, il attaque à 4 KM du but au même endroit où en 1971 il a attaqué pour gagner l'étape. Cependant cette fois là le Belge Lucien Van Impe lui résiste et pousse Ocana à puiser dans ses réserves pour arriver épuisé mais vainqueur au sommet avec 4 secondes d'avance sur le Belge 2eme, 3eme le Français Bernard Thévenet à 20 secondes, 4eme l'Espagnol José Manuel Fuente à 34 secondes, 5eme le Néerlandais Joop Zoetemelk à 53 secondes. Au classement général : 1er Ocana, 2eme Thévenet à 15 minutes 41 secondes, 3eme Fuente à 15 minute 56 secondes.
- 21 juillet le Britannique Barry Hoban gagne la 19eme étape du Tour de France Bourges-Versailles au sprint devant les Français Jacques Mourioux 2eme et Daniel Ducreux 3eme puis tout le peloton..
- 21 juillet : l'Italien Italo Zilioli gagne le Grand Prix de Montelupo..
- 22 juillet : la 1re demi-étape contre la montre de la 20eme étape du Tour de France autour de Versailles est remportée par l'Espagnol Luis Ocana, 2eme le Français Bernard Thévenet à 25 secondes, 3eme le Néerlandais Joop Zoetemelk à 41 secondes. L'Espagnol José Manuel Fuente termine 11eme à 1 minute 19 secondes. Au classement général : 1er Ocana, 2eme Thévenet à 16 minutes 6 secondes, 3eme Fuente à 17 minutes 15 secondes. Comme le classement n'évoluera pas dans l'ultime demi-étape , c'est le classement général final.
- la 2eme demi-étape Versailles-Paris est remportée par le Français Bernard Thevenet qui finit en poursuiteur après s'être arraché du peloton dans le dernier kilomètre, 2eme sur ses talons le Belge Walter Godefroot, 3eme le Néerlandais Jan Krekels. Ocana gagne le Tour de France après avoir remporté 6 étapes, il n'est pas l'espagnol qui a gagné le plus de Tours de France durant le XXe siècle mais il est celui qui a le plus écrasé et pesé sur un Tour de France. Des voix se sont élevées pour regretter l'absence du Belge Eddy Merckx, mais il n'est pas sûr que le Belge eu battu Ocana qui a retrouvé sa forme de 1971. Il est d'usage de dire les absents ont toujours tort, et l'absent c'est Eddy Merckx.  Le classement par point symbolisé par le maillot vert est remporté par le Belge Herman Van Springel, Le classement du combiné symbolisé par le maillot Blanc est remporté par le Néerlandais Joop Zoetemelk. Le classement du grand Prix de la Montagne qui n'a pas encore de maillot distinctif est remporté par l'Espagnol Pedro Torres.
- 24 juillet : le Belge Léon Thomas gagne St Kwintens-Lennik.
- 25 juillet : l'Espagnol Santiago Lazcana Labaca gagne le Grand Prix de Villafranca.
- 28 juillet : l'Italien Franco Bitossi gagne Hyon-Mons.
- 29 juillet : le Belge Roger de Vlaeminck gagne le Trophée Mattéotti.
- 29 juillet : l'Espagnol Antonio Martos Aguilar gagne Saragosse-Sabinanigo.
- 31 juillet : le Belge Freddy Maertens gagne le Grand Prix de l'Escaut.

### Août
- 1er août : l'Italien Marino Basso gagne le Tour du Canton d'argovie.
- 5 août : l'Italien Italo Zilioli gagne le Tour des Apennins.
- 5 août : l'Espagnol Miguel Maria Lasa gagne le Tour de Majorque pour la deuxième fois.
- 12 août : le Belge Tony Houbrechts gagne le Grand Prix de Dortmund.
- 12 août : l'Italien Giancarlo Polidori gagne le Tour d'Ombrie.
- 14 août : l'Espagnol Vicente Lopez Carril gagne les 3 jours de Leganes.
- 19 août : le Belge Eddy Merckx gagne l'épreuve contre la montre et offre le classement final de la Cronostaffetta à l'équipe Molteni, le Belge Joseph Bruyère gagne aussi une étape pour Molteni.
- 19 août : le Belge Eddy Verstraeten gagne le Circuit de Dunkerque.
- 20 août : le Belge Maurice Dury gagne le Grand Prix de Zottegem.
- 23 août : l'Italien Mauro Simonetti gagne la Coupe Sabatini.
- 25 août : l'Italien Felice Gimondi gagne le Trophée Bernocchi.
- 25 août : l'Espagnol Javier Francisco Elorriaga gagne le Grand Prix Llodio.
- 26 août : le Belge Freddy Maertens gagne Louvain-St Pierre.
- 28 août : l'Italien Arnaldo Caverzasi gagne la Coppa Agostoni.
- 28 août : le Français Jean Claude Largeau gagne le Grand Prix de Plouay.
- 28 août : le Belge August Herrijders gagne la Coupe Sels.
- 22-28 août : Championnat du monde de cyclisme sur piste à Saint-Sébastien (Espagne). Le Belge Robert Van Lancker est champion du monde de vitesse professionnelle pour la deuxième année d'affilée. Comme l'an dernier le Français Daniel Morelon est champion du monde de vitesse amateur, c'est son septième titre en tout. Le Britannique Hugh Porter comme l'an dernier est champion du monde de poursuite professionnelle, c'est son quatrième titre en tout. Le Norvégien Knut Knudsen est champion du monde de poursuite amateur pour la deuxième année d'affilée.
- 29 août : le Belge Roger Swerts gagne la Course des raisins à Overijse.
- 29 août : à la suite de l'examen de la photo finish le Français Jean Pierre Danguillaume décroche la victoire de la Route Nivernaise devant le Français Raymond Poulidor. L'écart entre les deux coureurs est de quelques millimètres seulement.
- 30 août : l'Espagnol Jesus Manzaneque gagne le Tour de Cantabrie.

### Septembre
- 1er septembre : à Barcelone (Espagne) la Belge Nicole Vandenbroeck est championne du monde sur route.
- 1er septembre : à Barcelone (Espagne) le Polonais Ryszard Szurkowski devient champion du monde amateur sur route.
- 2 septembre : à Barcelone, l'italien Felice Gimondi devient champion du monde sur route devant le belge Freddy Maertens ,l'espagnol Luis Ocana et le belge Eddy Merckx. Une polémique divise Maertens et Merckx depuis cette date, ce dernier incapable de profiter du sprint lancé par son coéquipier en raison de la prodigalité des efforts accomplis tout au long de la course reproche à Maertens d'avoir ramené dans sa roue Gimondi et Ocana alors qu'il s'était échappé du groupe des favoris dans la côte de Montjuich. À la demande de Maertens, Merckx n'a plus attaqué et a accepté l'offre de son coéquipier de lui lancer le sprint. Mais les jambes lui ont manqué, Gimondi en a profité pour s'imposer surprenant Maertens qui, croyant se voir dépassé par Merckx, fléchit son effort et voit en fait passer l'italien qui lui est pourtant inférieur en vitesse pure.
- 3 septembre : le Belge Roger de Vlaeminck gagne le Circuit des Boucles de l'Aulne.
- 4 septembre : le Belge Rik Van Linden gagne le Grand Prix de Brasschaat.
- 8 septembre : l'Italien Felice Gimondi gagne le Tour du Piémont pour la deuxième fois.
- 9 septembre : le Belge Gerry Catteeuw gagne le Circuit des Régions Linières.
- 11 septembre : l'Espagnol Javier Francisco Elorriaga gagne le Trophée Masferrer.
- 13 septembre : le Belge Herman Vrijders gagne le Championnat des Flandres.
- 15 septembre : le Belge Willy Teirlinck gagne le Grand Prix d'Orchies.
- 16 septembre : l'Italien Fabrizio Fabbri gagne le Grand Prix de Prato.
- 16 septembre : le Néerlandais Jan Van Katwijk gagne le Grand Prix Jef Scherens.
- 17 septembre : le Suisse Henri Daniel Reymond gagne le Grand Prix de Lausanne.
- 19 septembre : l'Espagnol Domingo Perurena gagne le Tour de Catalogne.
- 22 septembre : le Belge Eddy Merckx gagne en solitaire la 1re journée du Grand Prix de Fourmies qui cette année en compte deux. La 1re épreuve traverse des secteurs pavés Merckx attaque à 20 KM du but et gagne avec 1 minute 15 secondes d'avance.
- 23 septembre : Eddy Merckx gagne le classement final du Grand Prix de Fourmies qui se dispute en deux jours. Les deux demies étapes en ligne le matin et contre la montre l'après midi sont remportés par le Belge Paul Lannoo trop en retard lors de la 1re journée pour battre Merckx au général.
- 23 septembre : l'Italien Giovanni Battaglin gagne le Tour du Latium.
- 23 septembre : l'Espagnol Jesus Manzaneque gagne le Tour de la Rioja pour la deuxième fois.
- 23 septembre : le Belge Roger Swerts gagne la Flèche Campinoise.
- 24 septembre : l'Espagnol Jesus Manzaneque gagne la course de côte de Montjuich.
- 26 septembre  : Eddy Merckx gagne Paris-Bruxelles. Il s'échappe dans la côte d'Alsemberg à 3 km de l'arrivée et s'impose en solitaire.
- 27 septembre : le Belge Marc Lievens gagne le Circuit du Houtland.
- 29 septembre : l'Italien Franco Bitossi gagne le Tour de Vénétie pour la deuxième fois.
- 30 septembre  : le Belge Rik Van Linden gagne Paris-Tours pour la deuxième fois.

### Octobre
- 2 octobre : le Néerlandais Cees Bal gagne le Circuit des frontières.
- 4 octobre : l'Italien Franco Bitossi gagne le Tour d'Émilie pour la deuxième fois.
- 6 octobre : Eddy Merckx gagne le Grand Prix des nations. Il ne peut plus être rejoint au classement du trophée Super Prestige Pernod qu'il remporte pour la cinquième fois d'affilée. Le Français Bernard Thévenet remporte le Trophée Prestige Pernod et son compatriote Régis Ovion gagne le Trophée Promotion Pernod.
- 7 octobre : Eddy Merckx gagne "à travers Lausanne" pour la quatrième fois, en s'adjugeant la course de côte, la course contre la montre en plus du classement final.
- 13 octobre : Felice Gimondi gagne le Tour de Lombardie après le déclassement pour dopage d'Eddy Merckx. C'est en vain que ce dernier échappé dans l'Intelvi parcourt 62 km en solitaire et gagne avec 4 minutes 15 secondes sur Gimondi qui sera déclaré vainqueur .
- 16 octobre : le Belge Gustaaf Van Roosbroeck gagne le Grand Prix de Clôture pour la deuxième année d'affilée.
- 17 octobre : le Tour de Sicile en ligne sort de son sommeil, l'Italien Enrico Maggini l'emporte.
- 21 octobre : le Néerlandais Cees Bal gagne l'Étoile des Espoirs.
- 21 octobre : l'Italien Felice Gimondi et le Colombien Emilio Rodriguez Guttierrez gagnent le Trophée Baracchi.
- 22 octobre le Belge Eddy Merckx gagne la course de côte du Monte Campione.
- 28 octobre : le Français Robert Mintkiewicz gagne la dernière édition des Boucles de la Seine.

## Principales naissances
- 2 janvier : Svetlana Boubnenkova, cycliste russe.
- 21 janvier : Robert Hayles, cycliste britannique.
- 23 janvier : Gert Vanderaerden, cycliste belge.
- 27 janvier : José Luis Rubiera, cycliste espagnol.
- 10 février : Gunn-Rita Dahle Flesjå, pilote de VTT norvégienne.
- 11 février :
  - Christophe Lévêque, pilote de BMX français.
  - Piotr Wadecki, cycliste polonais.
- 22 février : Philippe Gaumont, cycliste français. († 17 mai 2013).
- 27 février : Massimo Codol, cycliste italien.
- 28 février : Christophe Oriol, cycliste français.
- 2 mars : Max van Heeswijk, cycliste néerlandais.
- 6 mars : Dotsie Bausch, cycliste américaine.
- 7 mars : Laurent Gané, cycliste français.
- 10 mars : Geert Verheyen, cycliste belge.
- 13 mars :
  - Olivier Asmaker, cycliste français.
  - Wong Kam Po, cycliste hong-kongais.
- 23 mars : Stefano Casagranda, cycliste italien.
- 5 avril : Mauro Zanetti, cycliste italien.
- 7 avril : Ralf Grabsch, cycliste allemand.
- 13 avril : Nicolas Jalabert, cycliste français.
- 14 avril : Íñigo Chaurreau, cycliste espagnol.
- 16 avril : Arne Daelmans, cycliste belge.
- 25 avril : Pavel Buráň, cycliste tchèque.
- 26 avril : Txema del Olmo, cycliste espagnol.
- 30 avril : Jamie Staff, cycliste britannique.
- 7 mai : Paolo Savoldelli, cycliste italien.
- 24 mai : Kevin Livingston, cycliste américain.
- 31 mai : Pedro Díaz Lobato, cycliste espagnol.
- 10 juin : Jonathan Vaughters, cycliste américain.
- 12 juin : Mariano Rojas, cycliste espagnol. († 23 juin 1996).
- 13 juin : Thierry Marichal, cycliste belge.
- 22 juin : Cyril Saugrain, cycliste français.
- 29 juin :
  - Erwann Menthéour, cycliste français.
  - George Hincapie, cycliste américain.
- 3 juillet : Fred Rodriguez, cycliste américain.
- 16 juillet : Stefano Garzelli, cycliste italien.
- 23 juillet : David Etxebarria, cycliste espagnol.
- 28 juillet : Filippo Casagrande, cycliste italien.
- 29 juillet : Eddy Mazzoleni, cycliste italien.
- 31 juillet : Henk Vogels, cycliste australien.
- 4 août : Dirk Müller, cycliste allemand.
- 6 août : Stuart O'Grady, cycliste australien.
- 11 août : Kristin Armstrong, cycliste américaine.
- 12 août : Joseba Beloki, cycliste espagnol.
- 3 septembre : Jason McCartney, cycliste américain.
- 7 septembre : Giuseppe Di Grande, cycliste italien.
- 8 septembre : Ángel Darío Colla, cycliste argentin.
- 9 septembre : Aitor Osa, cycliste espagnol.
- 11 septembre :
  - Roberto Chiappa, cycliste italien.
  - Volker Ordowski, cycliste allemand.
- 16 septembre : Alexandre Vinokourov, cycliste kazakh.
- 18 septembre : Dario Frigo, cycliste italien.
- 19 septembre : José Azevedo, cycliste portugais.
- 20 septembre : Olaf Pollack, cycliste allemand.
- 21 septembre : Andrei Kivilev, cycliste kazakh. († 12 mars 2003).
- 23 septembre : Valentino Fois, cycliste italien. († 28 mars 2008).
- 29 septembre : Chris Newton, cycliste britannique.
- 19 octobre : Marc Lotz, cycliste néerlandais.
- 24 octobre :
  - Serguei Smetanine, cycliste russe.
  - Levi Leipheimer, cycliste américain.
- 1er novembre : Igor González de Galdeano, cycliste espagnol.
- 5 novembre : Koos Moerenhout, cycliste néerlandais.
- 8 novembre : Adler Capelli, cycliste italien.
- 20 novembre :
  - Michael Hutchinson, cycliste britannique.
  - Daniel Schnider, cycliste suisse.
- 24 novembre : Félix Cárdenas, cycliste colombien.
- 25 novembre : Steven de Jongh, cycliste néerlandais.
- 2 décembre : Jan Ullrich, cycliste allemand.
- 5 décembre : Igor Flores, cycliste espagnol.
- 6 décembre : Daniele De Paoli, cycliste italien.
- 7 décembre : Gorka Gerrikagoitia, cycliste espagnol.
- 17 décembre : Santos González, cycliste espagnol.
- 29 décembre : Christophe Rinero, cycliste français.